# Apamea effusoides
Apamea effusoides là một loài bướm đêm trong họ Noctuidae.